# 나주 사마비
나주 사마비(羅州 駟馬碑)는 대한민국 전라남도 나주시에 있는 비석이다. 1984년 2월 29일 전라남도의 문화재자료 제89호로 지정되었다.

## 개요
옛 나주군청에 서 있는 비로, 원래는 과원동 사매기 ('사마교'의 음이 잘못 전하여 생긴 말인듯함)의 한 민가 담 옆에 있던 것을 1968년 이곳으로 옮겨 놓았다.
고려 현종 2년(1011) 거란이 쳐들어오자 왕은 수도 개경을 떠나 남쪽으로 피신하게 되었고, 이곳 나주에서도 10여일 동안 머무르는 일이 있었다. 왕이 네 마리의 말이 이끄는 수레를 타고 다리를 지나갔는데, 그 때부터 이 다리를 '사마교'라 불렀으며, 조선시대에 와서 고을 현감이 이 다리를 수리한 후 그 기념으로 비를 세워 놓았다.
비는 낮은 사각 받침돌 위로 비몸을 세우고 머릿돌을 올린 모습이다. 받침돌 윗면에는 연꽃무늬를 둘렀고, 머릿돌에는 구름무늬를 가득 새겼다. 비몸 앞면 위쪽에는 '사마교비'라는 비의 명칭을 가로로 새겼고, 앞뒷면에 걸쳐 비문을 새겨 놓았는데, 훼손이 심하여 알아보기가 힘들다.
비문에 의해 조선 효종 4년(1653)에 비를 세웠음을 알게 되었는데, 지금은 이곳으로 물이 흐르지 않아 다리의 흔적은 찾아볼 수가 없다.

## 위치 이전
나주 금성관 옆면에 25기의 선정비와 함께 무질서하게 세워져 비의 건립연대, 종류·성격 등에 맞게 분류하여 재정비가 필요가 있고, 옛 나주군청 당시 임의로 이전하여 문화재 환경에 부적합하고, 안정적인 관리와 활용도를 높일 수 있는 자리(망화루 옆)로 이전하였다.

## 같이 보기
- 나주 금성관 - 전라남도 유형문화재 제2호

## 참고 자료
- 사마비 - 국가유산청 국가유산포털